# V771 Геркулеса
V771 Геркулеса (лат. V771 Herculis), HD 164429 — одиночная переменная звезда* в созвездии Геркулеса на расстоянии приблизительно 460 световых лет (около 141 парсек) от Солнца. Видимая звёздная величина звезды — от +6,52m до +6,44m. Возраст звезды определён как около 275 млн лет.

## Характеристики
V771 Геркулеса — бело-голубая вращающаяся переменная звезда типа Альфы² Гончих Псов (ACV) спектрального класса B9pSiCrSr, или B9VpSiSrCr, или B9SiSrCr, или B9pSiSr*, или B9. Масса — около 2,99 солнечной, радиус — около 2,303 солнечного, светимость — около 47,79 солнечной. Эффективная температура — около 12000 K.

## Планетная система
В 2019 году учёными, анализирующими данные проектов HIPPARCOS и Gaia, у звезды обнаружена планета.